# Arnau Mir de Tost
Arnau Mir de Tost fou un noble i militar del comtat d'Urgell al segle xi, nascut poc després de 1000, de la casa dels Tost a l'Alt Urgell. Va quedar orfe de pare de jove i es va casar amb la jove Arsenda amb la que van comprar al comte el castell de Llordà.
A partir d'aquest castell, que va ampliar per convertir-lo en una base amb vocació ofensiva va projectar els seus dominis cap al sud conquerint l'alcassaba d'Àger, sent nomenat senyor d'Àger. Va dominar i repoblar la vall d'Àger. Els musulmans van reconquerir Àger (es discuteix si una o dues vegades, el 1041 i 1048) i foren expulsats cada vegada per Arnau de Tost.
Al llarg de la seva vida va aplegar un bell patrimoni, amb més de trenta castells i alguna parròquia com la de Sanavastre. Els seus dominis, que van formar un vescomtat, s'estenien des dels castells de Vallferosa i Biosca al Solsonès, passant per l'alta Noguera, en llocs com Montmagastre i Artesa de Segre, resseguint a banda i banda del Montsec cap a Àger, fins a internar-se en l'occidental Montsec d'Estall, arribant als castells de Purroi i Llaguarres. També va arribar a fortificar la vall del Sió, amb el Castell de Florejacs per exemple. A més, després de les negociacions mantingudes per la seva dona Arsenda amb la Santa Seu i de generoses donacions, assolí del papa Nicolau II la independència de la canònica d'Àger respecte als bisbes (sobretot del d'Urgell) i el dret a nomenar-ne l'abat, cosa que li facilità el control de les rendes eclesiàstiques del seu territori.
Sota la bandera del comtat de Barcelona conquerí les importants viles de Camarasa i Cubells i després va participar destacadament en la croada contra Barbastre amb Ermengol III. Els andalusins van recuperar després la vila que Ermengol III va defensar i va morir en la lluita (17 d'abril de 1066). Llavors Arnau Mir co-exercí la tutoria d'Ermengol IV d'Urgell junt amb el vescomte de Castellbò i la comtessa vídua Sança d'Aragó (tercera muller d'Ermengol III).

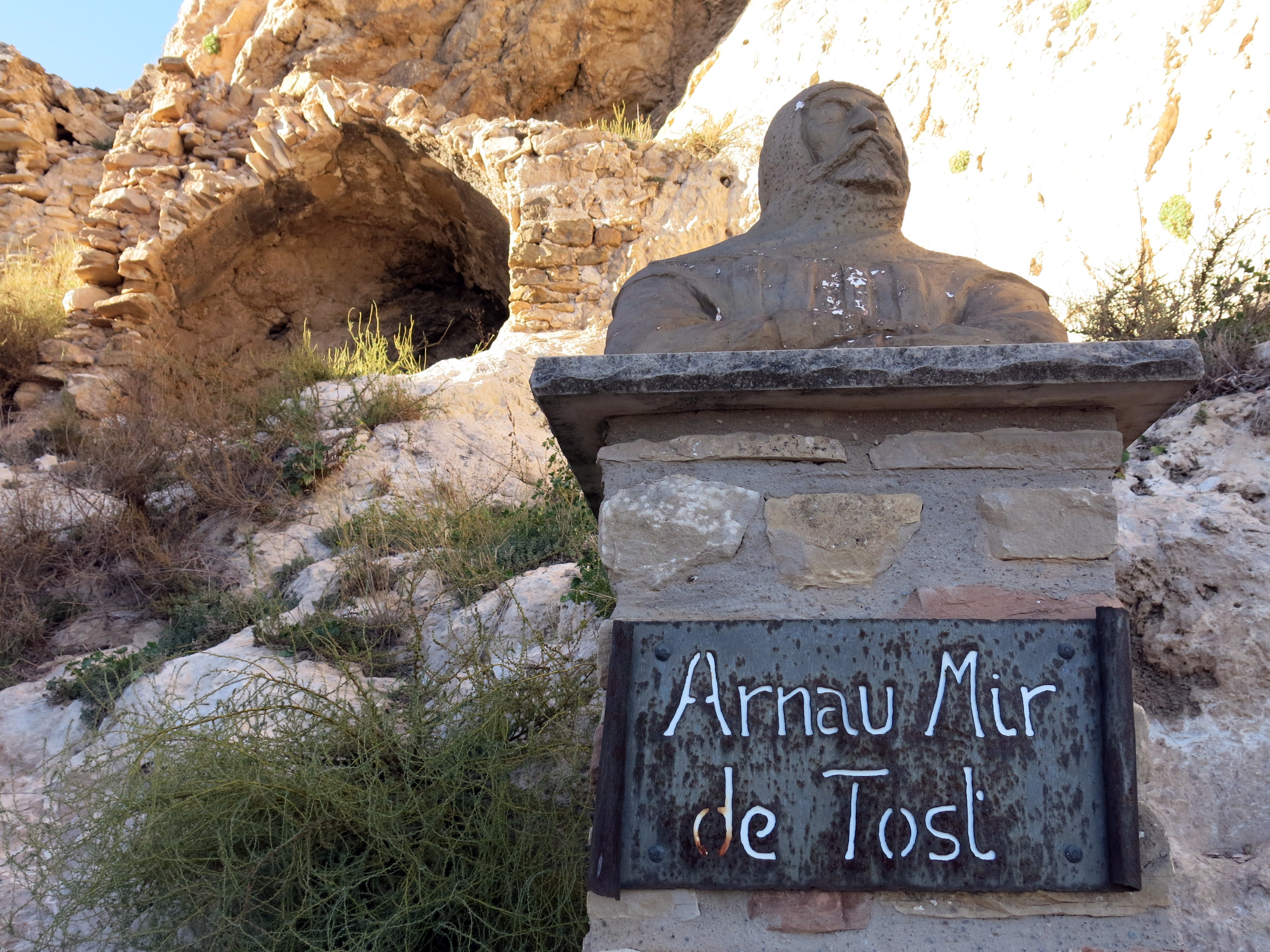
Monument a Arnau Mir de Tost, a Foradada, prop del castell de Montsonís

Fundà el vescomtat d'Àger i peregrinà a Terra Santa. El 1072 va redactar testament i va morir poc després sense fills mascles, passant el vescomtat d'Àger a la seva filla Letgarda, casada amb Ponç Guerau de Cabrera vescomte de Girona. Una altra filla, Valença, es va casar amb el comte Ramon V de Pallars Jussà.

## Núpcies i descendents
L'any 1033 ja estava casat, amb Arsenda d'Àger quan compraren conjuntament el castell de Llordà (Pallars Jussà). D'aquest matrimoni nasqueren tres nens: un Arnau i dos amb el nom de Guillem, per la qual cosa un devia morir abans del naixement de l'altre. Cap d'ells sobrevisqué als pares. I també dues filles:
- Letgarda, vescomtessa d'Àger, que es casà el 1067[8] amb Ponç Guerau de Cabrera vescomte de Girona,
- Valença,[9] que es casà el 1056 amb Ramon V de Pallars Jussà.[10]